# Dobsonville Stadium
Il Dobsonville Stadium è uno stadio calcistico di Soweto, quartiere della città di Johannesburg in Sudafrica.
Ha una capienza di 24 000 posti.

## Storia
Lo stadio fu edificato nel 1975, con una capienza iniziale di circa 20 000 spettatori, per servire come principale campo sportivo nella comunità di Dobsonville, nata durante il periodo di reinsediamento di popolazioni di Roodepoort West.
In vista della Coppa del Mondo FIFA 2010, nel 2009 l’impianto fu ristrutturato con un investimento di circa 69 milioni di Rand, così da adeguarlo agli standard FIFA, migliorando le strutture e aumentando la capienza a 24000 spettatori.

## Strutture e caratteristiche
Lo stadio è principalmente utilizzato per partite di calcio, ma dispone anche di una pista di atletica.
La proprietà è della Città di Johannesburg, mentre la gestione è affidata a Stadium Management SA (SMSA).L’impianto dispone di strutture moderne quali tribune media, sale conferenze, spogliatoi migliorati, palestra, suite VIP e un sistema di drenaggio considerato tra i migliori del paese.

## Usufruttuario
È stata la sede del Moroka Swallows, squadra di calcio di Soweto. Lo stadio è stato utilizzato come campo d’allenamento per alcune squadre durante la Coppa del Mondo 2010. Ha ospitato inoltre il Campionato Africano Under-20 2009, il torneo Gauteng Future Champs 2010 e diverse partite delle nazionali sudafricane femminile (Banyana Banyana) e maschile (Bafana Bafana), incluso il primo match internazionale di Bafana Bafana contro Mauritius nel 2015.